# Lungomare
Lungomare, znane również jako Promenada im. Franciszka Józefa I, to malownicza nadmorska ścieżka spacerowa w Opatii, jednym z najstarszych i najbardziej prestiżowych kurortów nad Adriatykiem. Trasa ma długość około 12 kilometrów i biegnie wzdłuż wschodniego wybrzeża półwyspu Istria, nad Zatoką Kvarner, łącząc miasta Volosko, Opatija, Ičići, Ika i Lovran. Lungomare to ikona turystyki w regionie Kvarner, znana z pięknych widoków, historycznego znaczenia oraz unikalnej atmosfery dawnego kurortu austro-węgierskiego.

## Historia
Budowa Lungomare była częścią większego projektu rozwoju Opatii jako kurortu europejskiego w czasach monarchii austro-węgierskiej. Kurort zaczął zyskiwać popularność pod koniec XIX wieku dzięki łagodnemu klimatowi, pięknym krajobrazom i dogodnemu położeniu nad Adriatykiem.
Pierwszy odcinek promenady, o długości 3,8 km, został ukończony w 1889 roku i połączył Opatiję z pobliskim Volosko. W 1911 roku trasę wydłużono do Lovranu, co stworzyło ciągłą, ponad 12-kilometrową ścieżkę spacerową wzdłuż wybrzeża. Lungomare nosi nazwę cesarza Franciszka Józefa I, który wspierał rozwój infrastruktury turystycznej na terenach monarchii.
Promenada była nie tylko miejscem rekreacji, ale także symbolem prestiżu. Wielu arystokratów i zamożnych mieszkańców Europy odwiedzało Opatiję, a Lungomare stanowiło część ich codziennych spacerów. Budowa promenady wiązała się również z sadzeniem egzotycznych roślin, które miały urozmaicić krajobraz i poprawić estetykę kurortu.

## Charakterystyka

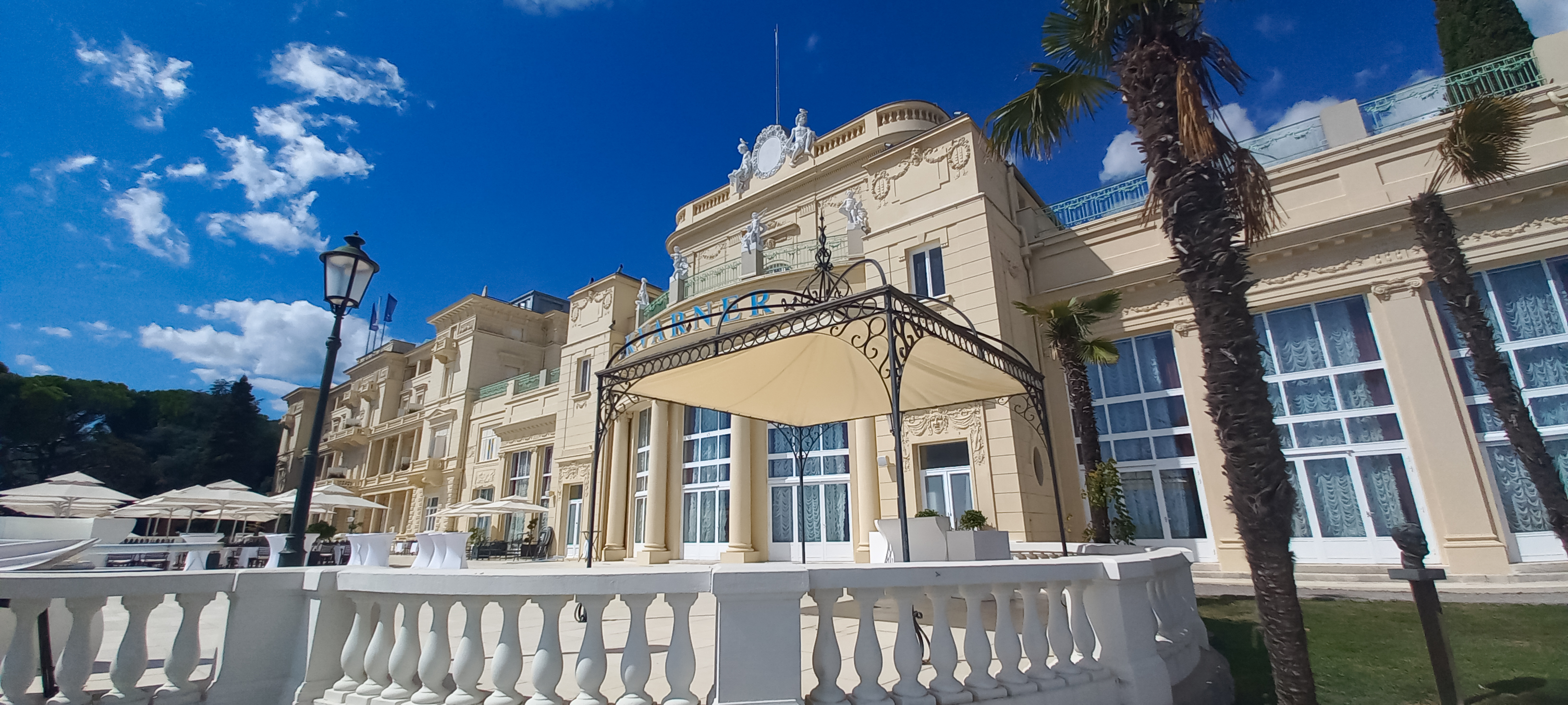
Hotel Kvarner z 1884 roku

### Trasa i krajobraz
Lungomare biegnie bezpośrednio wzdłuż wybrzeża Adriatyku, oferując wyjątkowe widoki na Zatokę Kvarner oraz pobliskie wyspy, takie jak Cres i Krk, a także na miasto Rijeka. Ścieżka jest łatwo dostępna i ma niewielkie przewyższenia, co czyni ją idealną zarówno dla spacerowiczów, jak i biegaczy.

### Zabytki i atrakcje wzdłuż Lungomare

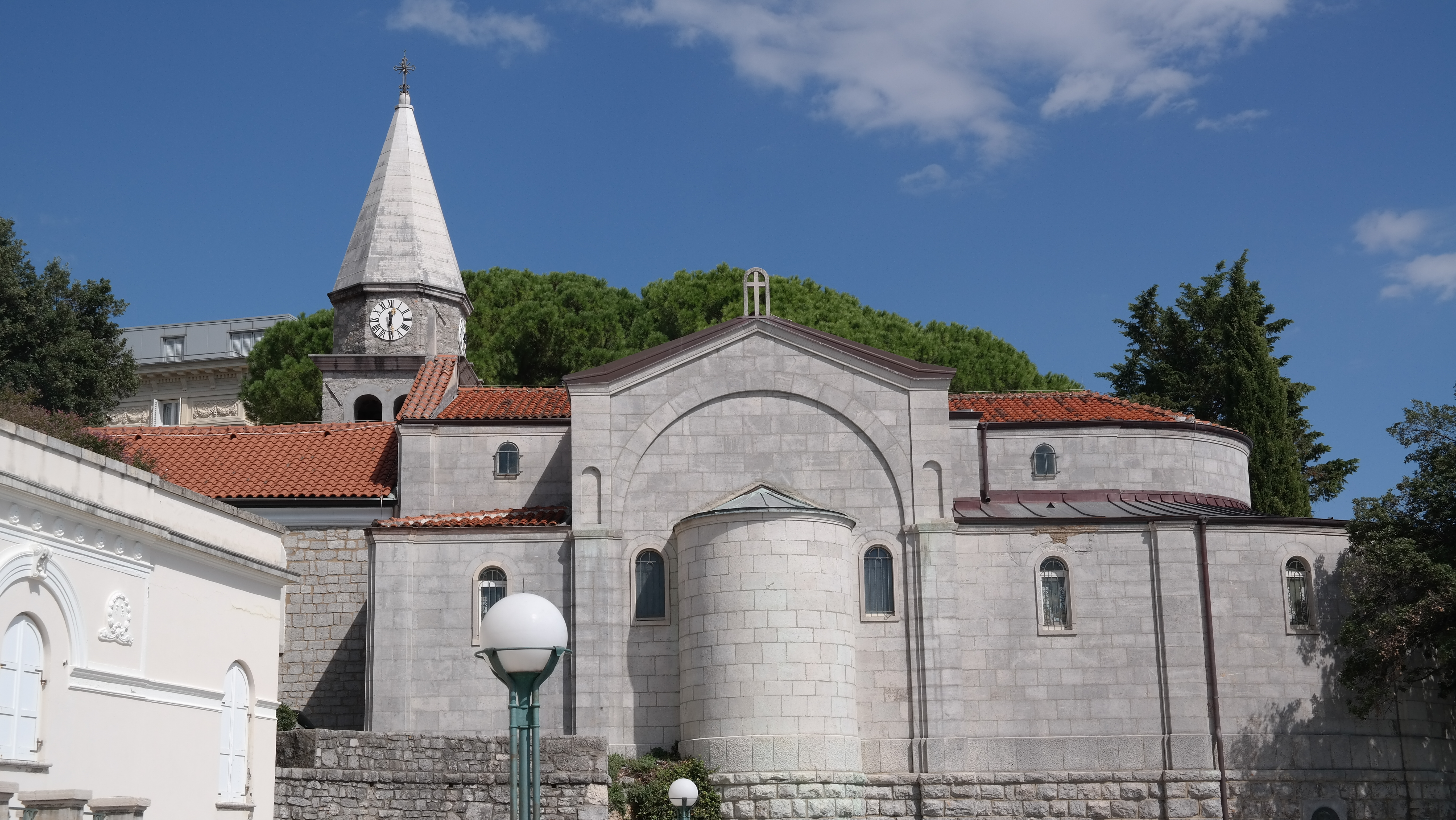
Kościół pw. św. Jakuba

- Kościół pw. św. JakubaKościół pod wezwaniem świętego Jakuba: Jego początki sięgają XII wieku kiedy to też powstało tu opactwo benedyktynów, od którego miejscowość wzięła swą nazwę (wł. Abbazia). Dzisiejszy widok zawdzięczamy przebudowie z XVI wieku i późniejszym renowacjom z XiX i XX wieku.
- Park Angiolina: Znajduje się w centrum Opatiji, tuż przy Lungomare. Park słynie z bogatej kolekcji roślin egzotycznych, takich jak kamelie i bambusy, sprowadzonych z całego świata.
- Dziewczyna z mewą (Djevojka s galebom): Ikoniczna rzeźba w Opatii, stworzona w 1956 roku przez Zvonka Cara. Przedstawia dziewczynę trzymającą mewę, a jej umiejscowienie na skalistym brzegu symbolizuje związek miasta z morzem.

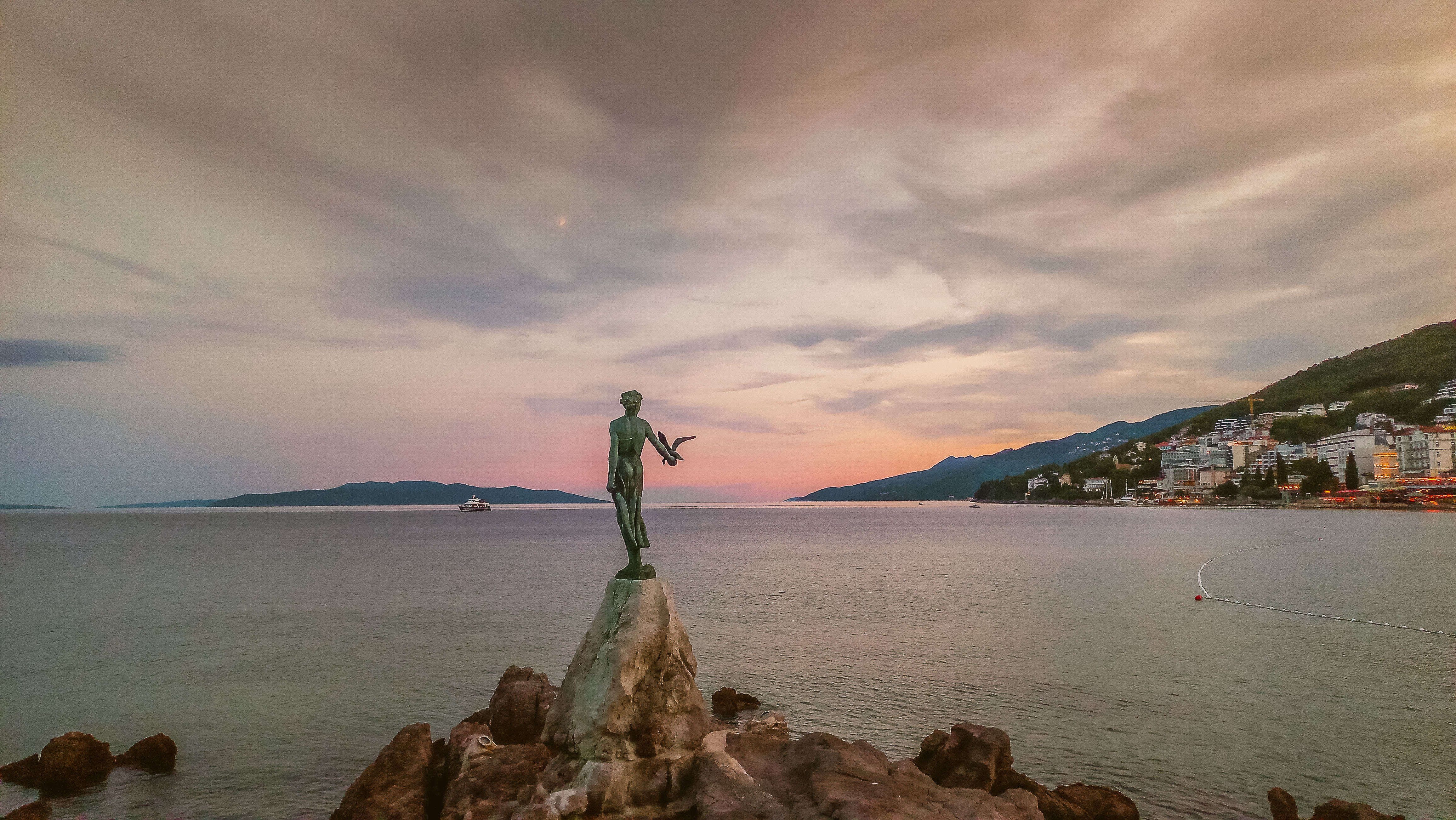
Dziewczyna z mewą

- Dziewczyna z mewąWille i hotele: Wzdłuż trasy można podziwiać historyczne budynki, takie jak Willa Angiolina (dziś muzeum) oraz Hotel Kvarner, pierwszy hotel turystyczny na wybrzeżu Adriatyku, otwarty w 1884 roku.
- Małe porty rybackie: Volosko i Lovran to urokliwe miejscowości z tradycyjnymi portami, które oddają atmosferę dawnej Chorwacji.

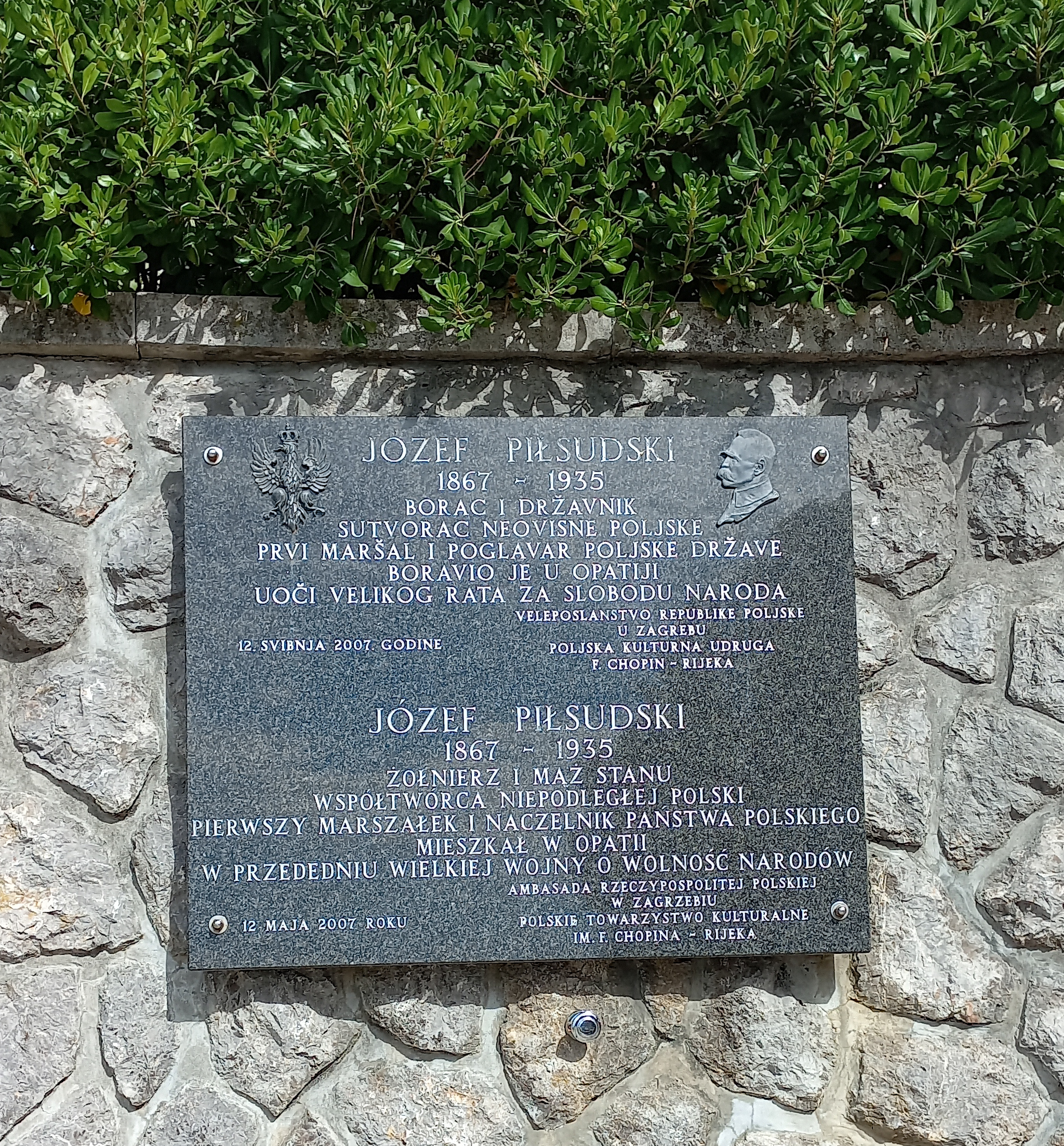
Tablica upamiętniające pobyt Józefa Piłsudskiego w Opatii

- Tablica upamiętniająca pobyt Józefa Piłsudskiego: W pobliżu centrum Opatii, znajduje się tablica upamiętniająca pobyt marszałka Józefa Piłsudskiego w tym mieście. Piłsudski spędził tutaj kilka tygodni w 1908 roku, po Akcji pod Bezdanami. Pobyt miał charakter zdrowotny – Opatija była wówczas jednym z najważniejszych kurortów w Europie, słynącym z łagodnego klimatu i leczniczych właściwości nadmorskiego powietrza. Tablica została odsłonięta w 2007 roku.

### Przyroda
Wzdłuż promenady rosną drzewa piniowe, cyprysy, palmy, laury oraz różnorodne kwiaty. Zieleń nie tylko zapewnia cień, ale także tworzy przyjemne mikroklimaty dla spacerowiczów. Wśród fauny należy wymienić mewy, kormorany, kaczki, wiewiórki i zające.

## Znaczenie dla turystyki

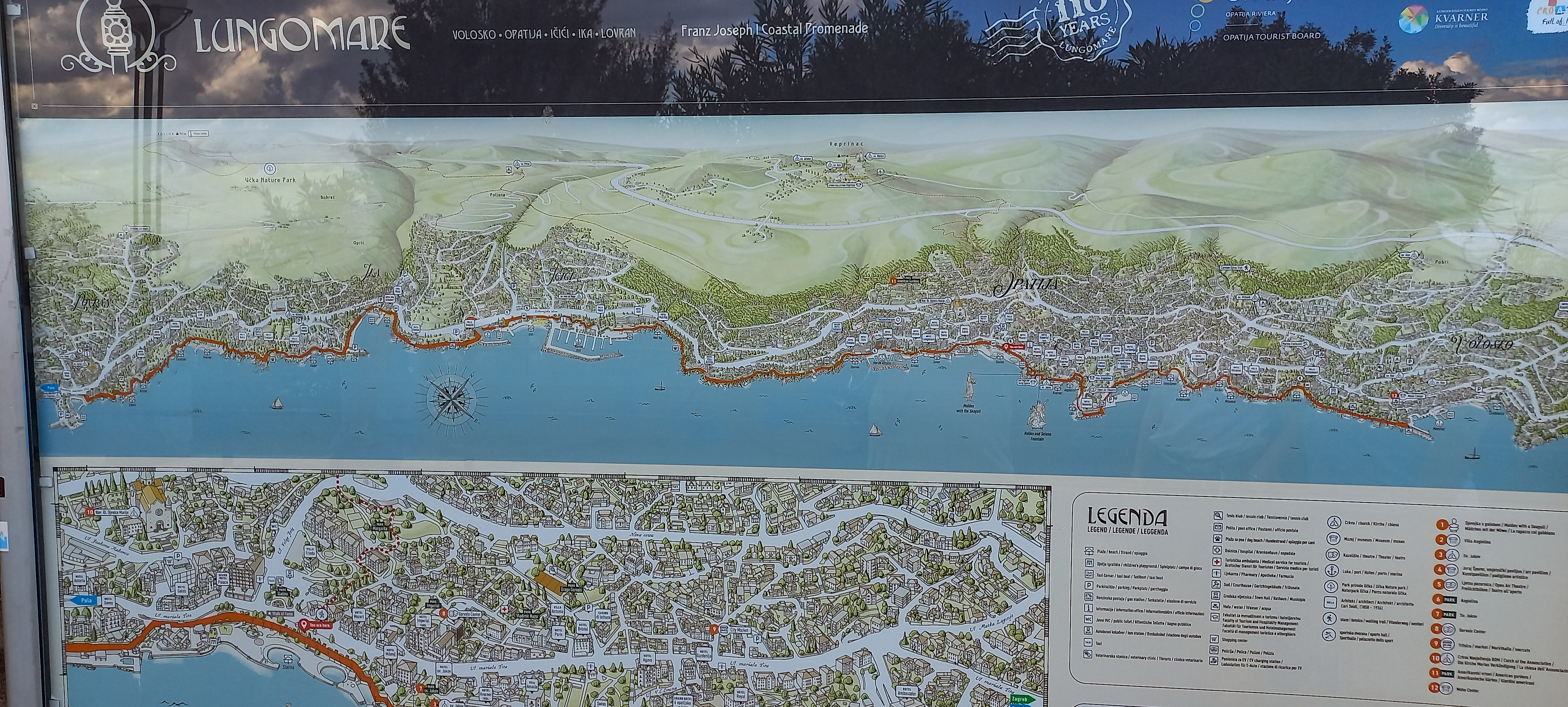
Tablica z przebiegiem całej trasy promenady

Lungomare jest jednym z kluczowych elementów dziedzictwa turystycznego Opatii. Promenada przyciąga zarówno miłośników historii, jak i osoby szukające aktywnego wypoczynku. To miejsce chętnie odwiedzane przez rodziny, pary, a także turystów indywidualnych, którzy doceniają spokojną atmosferę i możliwość bliskiego kontaktu z naturą.

### Główne walory turystyczne
1. Estetyka: Harmonia między historyczną architekturą, przyrodą a otoczeniem morskim.
2. Dostępność: Promenada jest dostępna przez cały rok i odpowiednia dla osób w każdym wieku.
3. Wydarzenia kulturalne: Wzdłuż Lungomare organizowane są koncerty, wystawy plenerowe i festiwale, w tym słynne Dni Opatii, które odbywają się co roku w maju.

## Współczesne udogodnienia
W XXI wieku Lungomare przeszło szereg modernizacji, które miały na celu poprawę komfortu odwiedzających:
- Oświetlenie wzdłuż całej trasy umożliwia spacery nocą.
- Ławki i punkty widokowe, rozmieszczone w strategicznych miejscach, pozwalają na odpoczynek.
- Tablice informacyjne, które dostarczają informacji o historii i atrakcjach wzdłuż trasy.
- Dostęp dla osób z ograniczoną mobilnością: Część trasy została dostosowana do potrzeb osób niepełnosprawnych.

## Ciekawostki
- Lungomare często pojawia się w przewodnikach turystycznych jako jedna z najbardziej malowniczych tras spacerowych w Chorwacji.
- Podczas spaceru można natknąć się na tablice upamiętniające znanych gości Opatii, takich jak James Joyce, Józef Piłsudski, Ivo Robić czy Isadora Duncan.
- W 2011 roku, w setną rocznicę ukończenia Lungomare, odbyły się liczne uroczystości, które podkreśliły historyczne i kulturowe znaczenie promenady.